# Celkové náklady

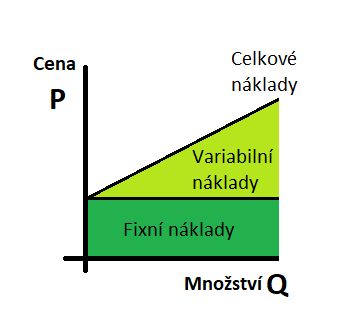
Celkové náklady (TC) graf

Celkové náklady (TC) v ekonomii jsou nákladová funkce, která produkuje minimální množství nákladů spojených s vytvořením vektoru výstupů (y = y1 ... yn). K tomu dochází, když firma čelí také souboru cen exogenních vstupů.
Celkové ekonomické náklady na výrobu jsou tvořeny variabilními náklady, které se liší podle množství vyrobeného zboží a zahrnují vstupy, jako jsou práce a suroviny, plus fixní náklady, které jsou nezávislé na množství vyrobeného zboží a zahrnuje vstupy, které nelze krátkodobě měnit: fixní náklady, jako jsou budovy a stroje, včetně případných utopených nákladů.
{\displaystyle TC=FC+VC}